# Genki Omae
Genki Omae (Kanagawa, 10 december 1989) is een Japans voetballer sinds januari 2013 voor het Duitse Fortuna Düsseldorf speelt.

## Carrière
Genki Omae tekende in 2008 bij Shimizu S-Pulse. In vijf seizoenen speelde hij 83 wedstrijden voor Shimizu S-Pulse waarin hij 24 maal tot scoren kwam. In januari 2013 werd hij getransfereerd naar het Duitse Fortuna Düsseldorf.